# الیف، نالیهان
الیف، نالیهان (به لاتین: Aliefe, Nallıhan) یک منطقهٔ مسکونی در ترکیه است که در استان آنکارا واقع شده‌است.